# 2015年黑龍江遊客在香港遭毆致死事件
黑龍江遊客在香港被領隊導遊毆打案指2015年10月19日苗春起參加了低於成本价的团费的300元人民幣三天港澳旅行團，但拒絕在珠寶店消費，被導遊胡彥南、領隊劉洋在香港街頭上毆打，令傷者心肌急性栓塞病發暴斃。香港法庭判兩人普通襲擊罪名成立，入獄3—5月不等。事件令2000年代以來的零團費旅行團惡習浮上水面。
事件促成香港政府加快通過監管旅行代理商、導遊與領隊的發牌制度的法例，藉設立法定機構旅遊業監管局，取代旅行社商會「香港旅遊業議會」及政府發牌部門「旅行代理商註冊處」的雙層監管制度；監管局在2022年起全面運作。

## 背景資料

### 死者
该案死者为苗春起，54岁，黑龍江人，受僱於哈爾濱建築公司，駐海南省昌江縣任工地監工。在深圳參與了低於成本价的团费的300元人民幣「三天兩夜購物團」。在深切治療部搶救24小時，至翌日傷重不治。有心臟病前科。苗已婚，育有一名女儿，他的女儿也已婚。

### 嫌犯
香港警方公布4名涉案嫌犯：
- 導遊胡彥南（Hu Yannan），44岁，浙江人，后取得香港身份，屢被投訴。2014年9月涉及強逼購物，令6名遊客放棄前往澳門之行程，被廣東省旅遊紀錄在案。[1][5]2012年10月亦有強逼購物紀錄。[5]1991年有交通案底。[7]
- 領隊劉洋（Liu Yang），32岁，安徽人，長居深圳。[5]有当地村民表示劉是案中被捕女團長鄧海燕的丈夫，兩人育有一子[8]。
- 邓海燕，32岁，中国大陆人，天马旅行社团长[8]。被告劉洋的前妻，已離婚。[9]
- 张丽霞，53岁，中国大陆人，为该团的团友，也是苗春起的同事[8]。

### 涉事旅行社
「天馬國際（香港）旅遊」是接待此深圳團的旅行社，在香港註冊，實際在深圳辦公，亦在广东省有多个收客点，由中國大陸商人李先營在幕後全資擁有。董事長是一個以普通話拼音登記的名字Lin Duanhong，籍贯福建泉州，有香港身份，被揭發偽造報備文書，为香港本地持牌导游，导游证号TG04282。该旅行社专门将各地交到深圳的中国大陆游客拼团，但由于深圳办事处没有经营港澳团的牌照，故交由一间中国大陆持牌旅行社登记，再交到香港的天马国际接待。而李先营还持有另一间旅行社“先盈国际旅游有限公司”，注册地址同为红磡鹤园街恒丰工业中心。此前先盈国际和天马国际在旅议会有违规记录，其中先盈国际在2012年接待深旅国际一个来自中国大陆的旅行团，亦因购物不足，部分团友不满被安排住宾馆而睡马路抗议。2013年3月，先盈国际亦曾因严重违反高达五项规定，遭旅议会规条委员会扣罚10分（根据规定，2年内扣满30分会被暂停会籍），此外该公司还不断被曝光推出赠送“港澳游免费券”等活动。另外李先营经营的先盈国际，也曾在泉州开设其办事处。而先盈国际董事罗祥也是拥有香港身份证的持牌导游，他同时也是大运旅游有限公司、扬颐旅游有限公司、香江国际（香港）旅行社有限公司和香江邮轮有限公司董事。
而深旅國際旅行社是負責組團的深圳旅行社，后经深圳市文体旅游局查证，否認有委托天馬國際去接待。不过该旅行社实际上并没有特许经营出境游的资质，但在广告上却打出了“国家指定出境游组团社”的许可证编号“L-GD-G100006”。实际上，真正有组团资质的旅行社是“中国国旅（深圳）国际旅行社有限公司”，其许可证号为“L-GD-GJ00254”。

### 涉事珠宝店
涉事珠宝店为D2Jewelery，由蒂亞集團擁有，负责人为钟伟棠，旗下拥有D2、蒂亚钻等18个零售店、3个维修中心、两个代表办事处及3幢酒店，在广东中山市有占地超过1500平方米珠宝加工厂，公司业务涉及中国、新加坡、瑞士和加拿大。在大众点评、十六番等网站上，该店差評不斷，其中超过八成评论直指店铺涉嫌强制购物。而事发的珠宝店并没有列入香港旅游发展局向游客推荐可以放心购物的“优质旅游服务计划”。
事发前，上海浦东高东镇的10多位广场舞大妈反映，称她们所在的广场舞代表队被人邀请去香港比赛，于10月10日离开上海，12日在这家涉事的D2珠宝店内遭强制购物，共消费23000元港币。后报道指出此活动是由旅行社与珠宝店联合主办的。

## 事件经过
2015年10月18日，苗春起和张丽霞在中國大陸參加低於成本价的团费的港澳游旅行團抵港。這個旅行團的行程为三天兩夜，團費只有300元人民币。该旅行團一共20多人，成員來自中国大陸不同省份，18日由深圳出發到香港，在香港停留兩天，20日轉往澳門。当天，该团已到香港海洋公園等景點遊玩。翌日（10月19日）上午10時，該團一行19人到紅磡民樂街的D2珠寶店，其間兩人不願購物，走到門口聊天並抽煙。之后同团中國大陸女團長邓海燕，她上前交涉後被人掌摑，苗春起居中調停時，卻被人推出店外打至重傷；警方其後翻查現場閉路電視片段，發現苗被4名大漢由店內推出店外，有人在店外向苗拳打腳踢，后倒地昏迷。上午11時許，苗被送至伊利沙伯医院搶救，至10月20日10时45分，苗春起不治身亡。
随后，香港警方於10月19日分別在灣仔及紅磡，拘捕涉嫌傷人的導遊胡彥南及領隊劉洋。因苗春起于20日不治身亡，警方將案件由傷人改列誤殺，案件交九龍城警區重案組調查。另外，该案的参与者张丽霞（团友）和邓海燕（天马旅行社团长），亦因涉嫌在公眾地方打架被捕。九龍城警區重案組正積極調查案件。不过劉洋因身上有傷，要求送伊利沙伯醫院治療。10月20日，香港政府法医官初步完成验尸报告，确认死因是心脏病所致。
据媒体报道称，打人的兩名男子都不是死者所在的旅行團成员，也就是所謂的“影子團友”；但其實正確名稱應是“團長”，通常都是由內地組團社派出，藉以避過香港方面的監管，即使出事也可否認與他們有任何關係。另外，香港警方相信仍有一至两名操中国大陆口音的人在逃，已按照既定机制，透过广东省公安厅追查涉案人。

## 事后处理

### 兇案的司法訴訟
導遊胡彥南和領導劉洋被香港律政司以誤殺罪起訴，2015年10月22日開審，主任裁判官羅德泉指需等待毒理及鑑證化驗報告，兩被告還押監房。
2016年2月3日續審，由於法醫報告鑑定苗春起死於心肌栓塞，故撤消誤殺罪指控，改控领队劉洋4項普通襲擊罪，刘洋当庭認罪並批評「律政司早知道不是誤殺」，判監3個月。同月入狱服刑。
2016年6月30日，法庭裁定胡彦南兩項普通襲擊罪名成立，判囚5个月。裁判官指案情十分严重，胡身为导游，损害香港购物天堂的国际形象，为自身利益袭击游客，并且毫无悔意，罚款或缓刑都不能反映被告罪责。7月入狱。
女團長邓海燕控3项普通袭击罪及在公眾地方打架，获准保释，然而2月缺席庭讯潛逃中國大陸，裁判官已发拘捕令，至今未尋。

### 旅行社的經營手段被查
香港旅游业议会发现天马国际旅行社涉嫌与中国大陆无牌旅行社交易并提交虚假文件，向警署报案。警方于10月23日以涉嫌行使虚假文书罪名拘捕天馬國際（香港）旅遊董事林端虹。後不了了之。

### 珠寶店的銷售手段被查
11月5日，涉事的D2珠宝店负责人被香港海关以涉嫌“具威胁性行为或不当手段销售”拘捕後不了了之。

## 政治影響：促成新法
自1988年起，香港實行雙層監管制度：由「香港旅遊業議會」的旅行社商會實行業界自律監管，並且由政府部門「旅行代理商註冊處」發牌予旅行社。可是，由於政府並沒有實行導遊發牌制度，因此香港旅遊業議會只推行並無法律效力的導遊核證制度。香港政府早於2011年7月對成立旅遊業法定機構徵求意見書，惟法律條文複雜，拖延至2015年10月事發時尚無眉目。2016年1月1日，香港旅遊業議會亡羊補牢，發出新指引欲加強規管，但部份業者發起不合作運動對抗。2017年3月，香港政府終向香港立法會交出《旅遊業條例草案》，2018年11月獲三讀通過條文設立旅遊業監管局，
新法與新監管局於2022年起正式運作。
新法內容主要是香港首次推出導遊與領隊的發牌制度（旅行代理商則一向都有發牌制度），由新設的旅遊業監管局審批。僱用無牌領隊導遊等，旅行社一方最高監禁2年、罰款10萬元，導遊領隊一方最高監禁1年、罰款5萬元。

## 香港旅遊業界聲討「零團費」
香港輿論聲討香港旅遊業議會和中國旅游局監督零團費旅行團失職，縱容黑店與「影子團友」監視消費，令媒體再度關注香港和深圳的畸形旅遊業分利益鏈；有些業內惡習更首次浮上檯面——業內10幾位中國大陸商人招攬香港導遊當法律持牌人，而幕後把持香港旅行社牌照，佔有60－80%市場，有的更經營珠寶店形成一條龍產業鏈，壓低整個行業的團費。
香港社論普遍指出香港無法置身事外，但根源是中国大陸《旅遊法》禁止的低價團及強迫購物再度死灰復燃，兩地部門互踢皮球，受害的只是香港。中国大陸《人民日報海外版》亦認同，指港澳遊的低價團仍然佔市場八成以上，利用來歷不明的人以强迫購物的陋習也確實存在；而案發時，有團友還沒付過團費或小費，惟香港旅游業議會指三天兩夜的成本至少為1000元；中國大陸新聞門戶網站一方面認同「威逼利誘遊客購物」是中國大陸各省都存在的旅遊業內惡習，一方面把事件聯想至2015年在香港發生一連串的反不文明遊客事件。
香港旅遊業僱員總會總幹事林志挺表示：「旅行社以低價搶客，用購物回扣賺錢。低價團屢禁不絕，形成畸形產業鏈，出現不文明行為，逐漸破壞本港旅遊之都的形象。」「这些店铺专做游客生意，如果本地人走进去，店员不一定会招待。按香港规例，个人导游不能接待客人，必须由持牌旅行社接待。但现实中不乏导游向旅行社付钱，自己接待旅行团，猶如外判。」
香港（內地入境團）導遊總工會主席謝北拱表示：「有十幾位中國大陸老闆在香港成立旅行社接待中國大陸入境團，通過人情或金錢關係，招攬香港人替他們做旅行社「持牌人」，有的直接接盤瀕臨倒閉的香港旅行社......他們每人手上都有至少兩三個旅行社牌照，即使其中一個因為違規被旅議會取消會籍或吊銷牌照，也不影響繼續接團經營。「他們控制的公司總數很少，但市場佔有率每個季度平均有六成以上，旺季時更是達到七八成。這些中國大陸老闆中，有的人自己在中國大陸 還有組團社，同時在港經營珠寶店等，形成了「一條龍」產業鏈，不斷壓低整個行業的團費標準，幾乎榨乾香港本地旅行社的生存空間。」

## 引用文獻
1. 1 2 3  購物兇案 （页面存档备份，存于），明報，2015年10月21日。
2. ↑  內地旅客被襲死亡案死者死於心臟病發 （页面存档备份，存于），新城電台，2015-10-23 。
3. ↑  
.   [2016-05-24]. （原始内容存档于2016-06-17）.
4. ↑  陈竹沁. . The Paper [澎湃新闻]. 2017-06-30  [2021-03-17]. （原始内容存档于2017-07-05）.
5. 1 2 3 4  導遊劣迹多 內地領隊同涉案 （页面存档备份，存于），成報，2015-10-21。
6. ↑  . 京华时报. 2015年10月23日  [2015年10月23日]. （原始内容存档于2015-11-19）.
7. ↑  毆斃東北漢案[]，《蘋果日報》，2015年10月23日。
8. 1 2 3 4  . 香港苹果日报. 2015年10月21日  [2015年10月24日]. （原始内容存档于2015年10月23日）.
9. ↑  
女團長：以後不想帶團，害怕了 （页面存档备份，存于），2015年10月23日，《蘋果》
10. 1 2 3 4 5 6  . 观察者网. 2015年10月24日  [2015年10月24日]. （原始内容存档于2016年6月9日）.
11. 1 2  疑天馬偽造文件　旅議會今報警 （页面存档备份，存于），《蘋果日報》，2015年10月23日。
12. 1 2 3  接待旅社涉偽造文件 （页面存档备份，存于）, Yahoo新聞轉載《晴報》
13. 1 2  港涉事旅社疑辦虛假文件 （页面存档备份，存于）, BBC中文網, 2015年 10月 23.
14. ↑  . 北京青年报. 2015年10月21日  [2015年10月24日]. （原始内容存档于2015年10月22日）.
15. ↑  . 新京报　. 2015年10月21日  [2015年10月24日]. （原始内容存档于2015年10月22日）.
16. ↑  . 新民网. 2015年10月30日  [2015年10月30日]. （原始内容存档于2015年11月1日）.
17. 1 2  . 京華時報. 2015年10月21日  [2015年10月24日]. （原始内容存档于2015年12月11日）.
18. 1 2  . 加拿大星岛日报. 2015年10月21日  [2015年10月24日]. （原始内容存档于2015年12月11日）.
19. ↑  . 北京晚报. 2015年10月24日  [2015年10月24日]. （原始内容存档于2018年9月26日）.
20. ↑  . 澎湃新闻. 2015年10月24日  [2015年10月24日]. （原始内容存档于2015年10月25日）.
21. ↑  . 香港苹果日报. 2015年10月23日  [2015年10月24日]. （原始内容存档于2015年10月23日）.
22. ↑  . 南华早报中文网. 2015年10月22日  [2015年10月24日]. （原始内容存档于2015年10月23日）.
23. ↑  . 香港苹果日报. 2016年2月4日  [2016年2月4日]. （原始内容存档于2016年2月4日）.
24. ↑  . 香港01. 2016-03-30  [2017-04-27]. （原始内容存档于2016-06-06）.
25. 1 2 3  . 財新網. 2016-07-19  [2017-04-27]. （原始内容存档于2017-04-28）.
26. ↑  . 京华时报. 2016年7月1日  [2016年7月1日]. （原始内容存档于2016年8月15日）.
27. ↑  . （香港）太阳报. 2015年11月7日  [2015年12月28日]. （原始内容存档于2016年1月13日）.
28. ↑  . 中国新闻网. 2015年10月22日  [2015年10月24日]. （原始内容存档于2015年10月22日）.
29. ↑  . 香港政府旅遊事務處. 2016年8月29日  [2017年5月27日]. （原始内容存档于2018年6月12日）.
30. ↑  旅業不合作惡化%20內地客投訴增6成 （页面存档备份，存于）, 香港經濟日報, 2017/04/24
31. ↑  . 香港蘋果日報. 2018年11月30日. （原始内容存档于2020-06-27）.。
32. ↑  香港立法會旅遊界功能組別議員姚思榮. . 香港東方日報. 2018-12-04  [2020-06-27]. （原始内容存档于2018-12-08）.
33. ↑  . 頭條日報. 2020-01-29  [2020-07-12]. （原始内容存档于2020-06-27）.
34. 1 2  香港涉打死遊客事件旅行社幕後老闆系內地人 （页面存档备份，存于），澎湃新聞，2015-10-23 。
35. ↑  陸網民熱議遊客在港被打死 （页面存档备份，存于），蘋果日報，2015年10月21日。
36. ↑  人民日報海外版指八成港澳遊屬低價團 （页面存档备份，存于），星島日報加拿大版，2015-10-22。
37. ↑  內地客在港因購物被打身亡 打人者或系影子團友 Archive.today的存檔，存档日期2015-10-24新浪香港新聞轉載新京報，2015年10月21日。
38. ↑  請旅遊局先掃門前雪 （页面存档备份，存于），蘋果日報，2015年10月22日。
39. ↑  
不丹簽證 （页面存档备份，存于），永安旅遊。